# سینما گلشن بجنورد
سینما گلشن یک سینما در شهر بجنورد، ایران است.
این سینما در سال ۱۳۹۰ با یک سالن با ظرفیت ۴۵۰ نفر در یک مجموعه فرهنگی هنری تأسیس شده‌است.